# Olimpik Donetsk
Maillots
Le Futbolnyy Klub Olimpik Donetsk (en ukrainien : Футбольний Клуб Олімпік Донецьк), plus couramment abrégé en Olimpik Donetsk, est un club ukrainien de football fondé en 2001 et basé dans la ville de Donetsk.
Il débute comme club professionnel en 2004 et après six saisons en Druha Liha, l'Olimpik en devient le champion en 2010-2011 et est promu en Persha Liha. Olimpik remporte ce championnat en 2013-2014 et atteint la Première Ligue ukrainienne.

## Histoire

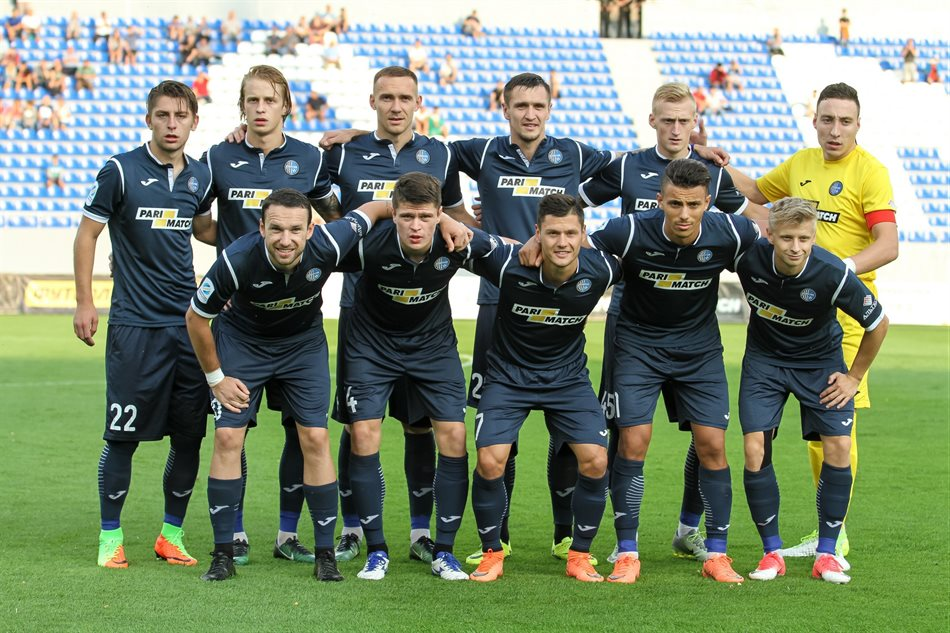
Photo d'équipe en 2017.

## Bilan sportif

### Palmarès
| Compétitions nationales                                                                                               |
| --- |
| - Championnat d'Ukraine D2 (1) : - Champion : 2013-14. - Championnat d'Ukraine D3 (1) : - Champion : 2010-11 (Gr. B). |

### Classements en championnat
La frise ci-dessous résume les classements successifs du club en championnat.

### Bilan par saison
| Saison    | Championnat | Championnat | Championnat | Championnat | Championnat | Championnat | Championnat | Championnat | Championnat | Championnat | Coupe d'Ukraine     |
| Saison    | Division    | Pos         | Pts         | J           | V           | N           | D           | BP          | BC          | Diff        | Coupe d'Ukraine     |
| --------- | ----------- | ----------- | ----------- | ----------- | ----------- | ----------- | ----------- | ----------- | ----------- | ----------- | ------------------- |
| 2004      | 4e          | 4e          | 5           | 6           | 1           | 2           | 3           | 9           | 14          | -5          | —                   |
| 2004-2005 | 3e groupe B | 11e         | 27          | 28          | 8           | 3           | 17          | 33          | 54          | -21         | —                   |
| 2005-2006 | 3e groupe B | 5e          | 41          | 24          | 13          | 2           | 9           | 42          | 28          | +14         | 32es de finale      |
| 2006-2007 | 3e groupe B | 10e         | 32          | 28          | 8           | 8           | 12          | 35          | 41          | -6          | Seizièmes de finale |
| 2007-2008 | 3e groupe B | 6e          | 63          | 34          | 19          | 6           | 9           | 66          | 41          | +25         | Seizièmes de finale |
| 2008-2009 | 3e groupe B | 6e          | 57          | 34          | 16          | 9           | 9           | 55          | 32          | +23         | 32es de finale      |
| 2009-2010 | 3e groupe B | 5e          | 49          | 26          | 15          | 4           | 7           | 45          | 28          | +17         | 64es de finale      |
| 2010-2011 | 3e groupe B | 1er         | 53          | 22          | 17          | 2           | 3           | 45          | 15          | +03         | 32es de finale      |
| 2011-2012 | 2e          | 12e         | 40          | 34          | 11          | 7           | 16          | 38          | 44          | -6          | 32es de finale      |
| 2012-2013 | 2e          | 11e         | 49          | 34          | 15          | 4           | 15          | 34          | 37          | -3          | 32es de finale      |
| 2013-2014 | 2e          | 1er         | 55          | 30          | 16          | 7           | 7           | 45          | 33          | +12         | 32es de finale      |
| 2014-2015 | 1re         | 8e          | 26          | 26          | 7           | 5           | 14          | 24          | 64          | -40         | Demi-finales        |
| 2015-2016 | 1re         | 9e          | 25          | 26          | 6           | 7           | 13          | 22          | 35          | -13         | Huitièmes de finale |
| 2016-2017 | 1re         | 4e          | 44          | 32          | 11          | 11          | 10          | 33          | 44          | -11         | Seizièmes de finale |
| 2017-2018 | 1re         | 9e          | 36          | 32          | 9           | 9           | 14          | 29          | 38          | -7          | Huitièmes de finale |
| 2018-2019 | 1re         | 9e          | 34          | 32          | 7           | 13          | 12          | 41          | 48          | -7          | Huitièmes de finale |
| 2019-2020 | 1re         | 9e          | 36          | 32          | 10          | 6           | 16          | 32          | 47          | -15         | Huitièmes de finale |
| 2020-2021 | 1re         | 13e         | 22          | 26          | 6           | 4           | 16          | 28          | 48          | -20         | Seizièmes de finale |
| 2021-2022 | 2e          | 11e         | 23          | 19          | 7           | 2           | 10          | 19          | 23          | -4          | 32es de finale      |

Légende
- Promu en division supérieure
- Relégué en division inférieure

### Bilan européen
Note : dans les résultats ci-dessous, le score du club est toujours donné en premier.
| Saison    | Compétition  | Tour             | Club           | Domicile | Extérieur | Total |
| --------- | ------------ | ---------------- | -------------- | -------- | --------- | ----- |
| 2017-2018 | Ligue Europa | Troisième tour Q | PAOK Salonique | 1 - 1    | 0 - 2     | 1 - 3 |

Légende
- Victoire ou qualification pour le tour suivant
- Match nul
- Défaite ou élimination de la compétition

## Personnalités du club

### Présidents du club
- Vladyslav Helzine

### Entraîneurs du club
| - Youriy Karmelyouk (2003-2005) - Ihor Petrov (en) (2005-septembre 2012) - Roman Pylyptchuk (en) (septembre 2012-avril 2013) - Roman Sanzhar (en) (avril 2013-octobre 2018) - Viatcheslav Chevtchuk (octobre 2018-avril 2019) | - Ihor Klymovskyi (en) (avril 2019-juin 2019) - Júlio César (juillet 2019-août 2019) - Ihor Klymovskyi (en) (août 2019) - Vicente Gómez (septembre 2019-mars 2020) - Ihor Klymovskyi (en) (avril 2020-février 2021) | - Iouri Kalitvintsev (en) (février 2021-mai 2021) - Roman Sanzhar (en) (juin 2021) - Serhiy Litovtchenko (juillet 2021- ) |

## Identité visuelle

Logo de 2001 à 2019.
Logo depuis 2019.

## Note et référence
1. ↑  Seuls les principaux titres en compétitions officielles sont indiqués ici.
2. ↑  (ru) « Statistiques de l'Olimpik Donetsk », sur wildstat.ru (consulté le 27 juillet 2019)